# Municipio de Metamora (Illinois)
El municipio de Metamora (en inglés: Metamora Township) es un municipio ubicado en el condado de Woodford en el estado estadounidense de Illinois. En el año 2010 tenía una población de 4357 habitantes y una densidad poblacional de 46,13 personas por km².

## Geografía
El municipio de Metamora se encuentra ubicado en las coordenadas 40°47′58″N 89°19′39″O / 40.79944, -89.32750. Según la Oficina del Censo de los Estados Unidos, el municipio tiene una superficie total de 94.45 km², de la cual 94,44 km² corresponden a tierra firme y (0,01 %) 0,01 km² es agua.

## Demografía
Según el censo de 2010, había 4357 personas residiendo en el municipio de Metamora. La densidad de población era de 46,13 hab./km². De los 4357 habitantes, el municipio de Metamora estaba compuesto por el 97,18 % blancos, el 0,25 % eran afroamericanos, el 0,11 % eran amerindios, el 0,44 % eran asiáticos, el 0,69 % eran de otras razas y el 1,33 % eran de una mezcla de razas. Del total de la población el 1,7 % eran hispanos o latinos de cualquier raza.